# Devi-Jagadambi-Tempel

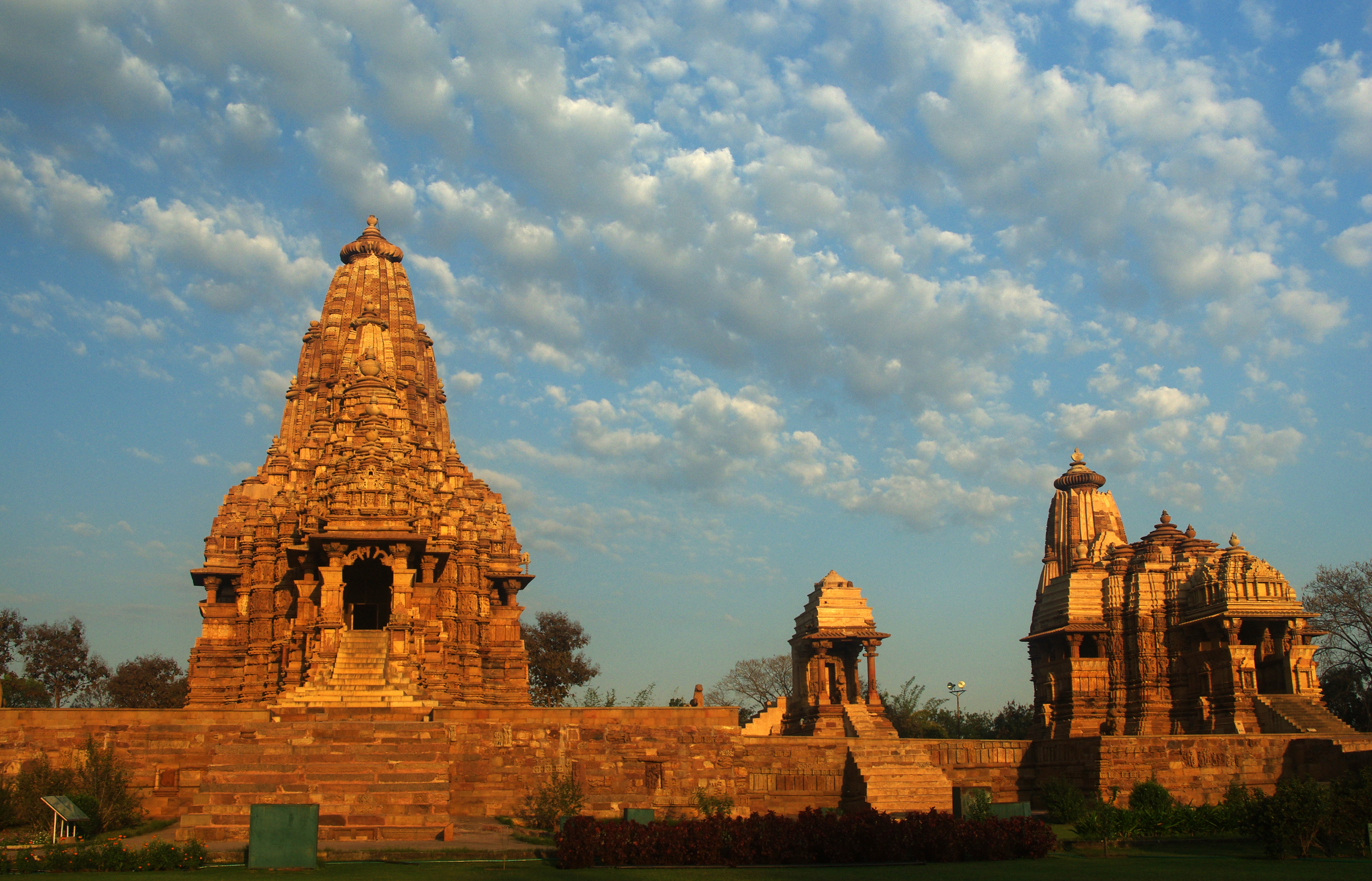
Kandariya-Mahadeva-Tempel (l.) und Devi-Jagadambi-Tempel

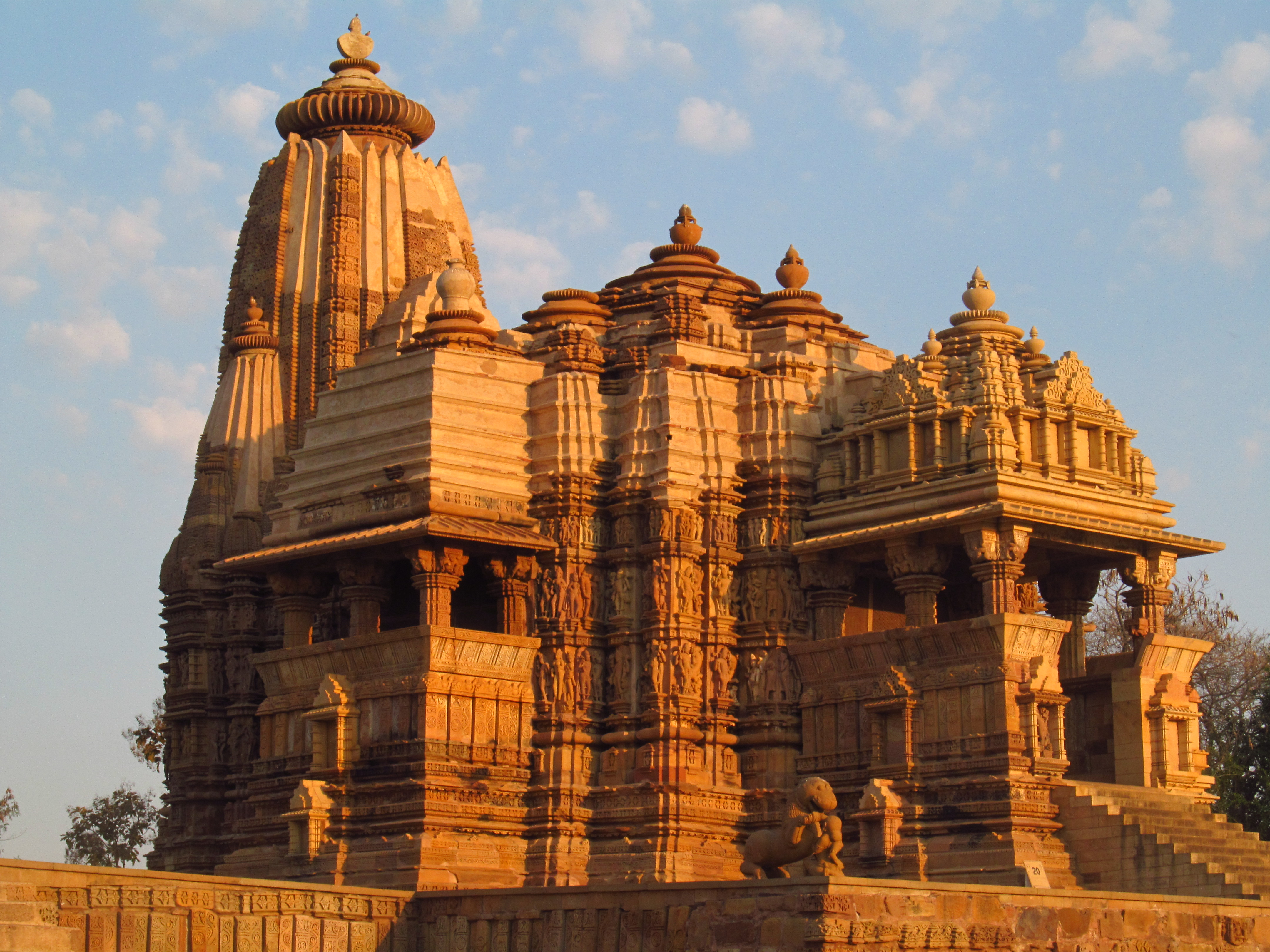
Devi-Jagadambi-Tempel

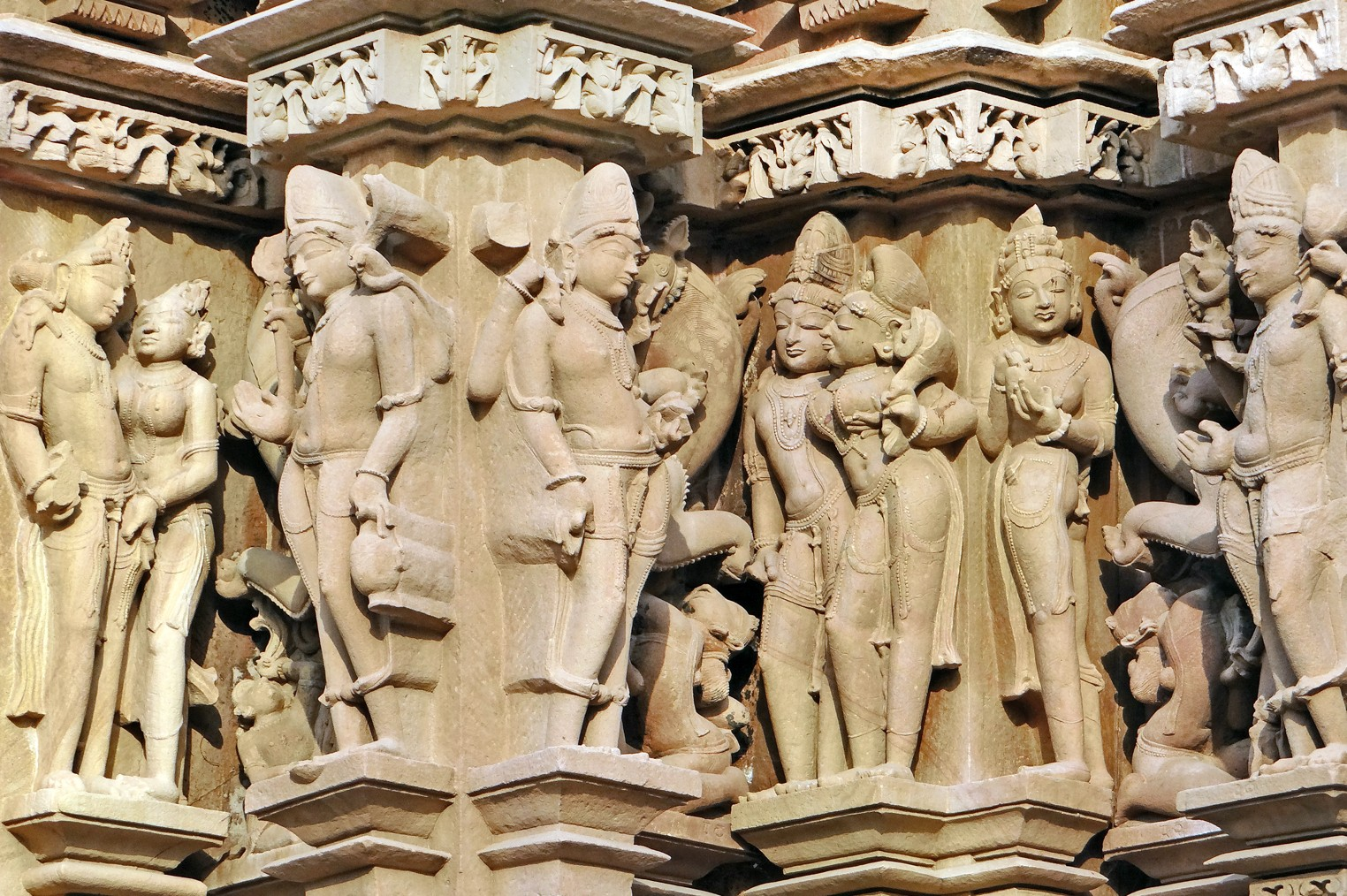
Figurenschmuck

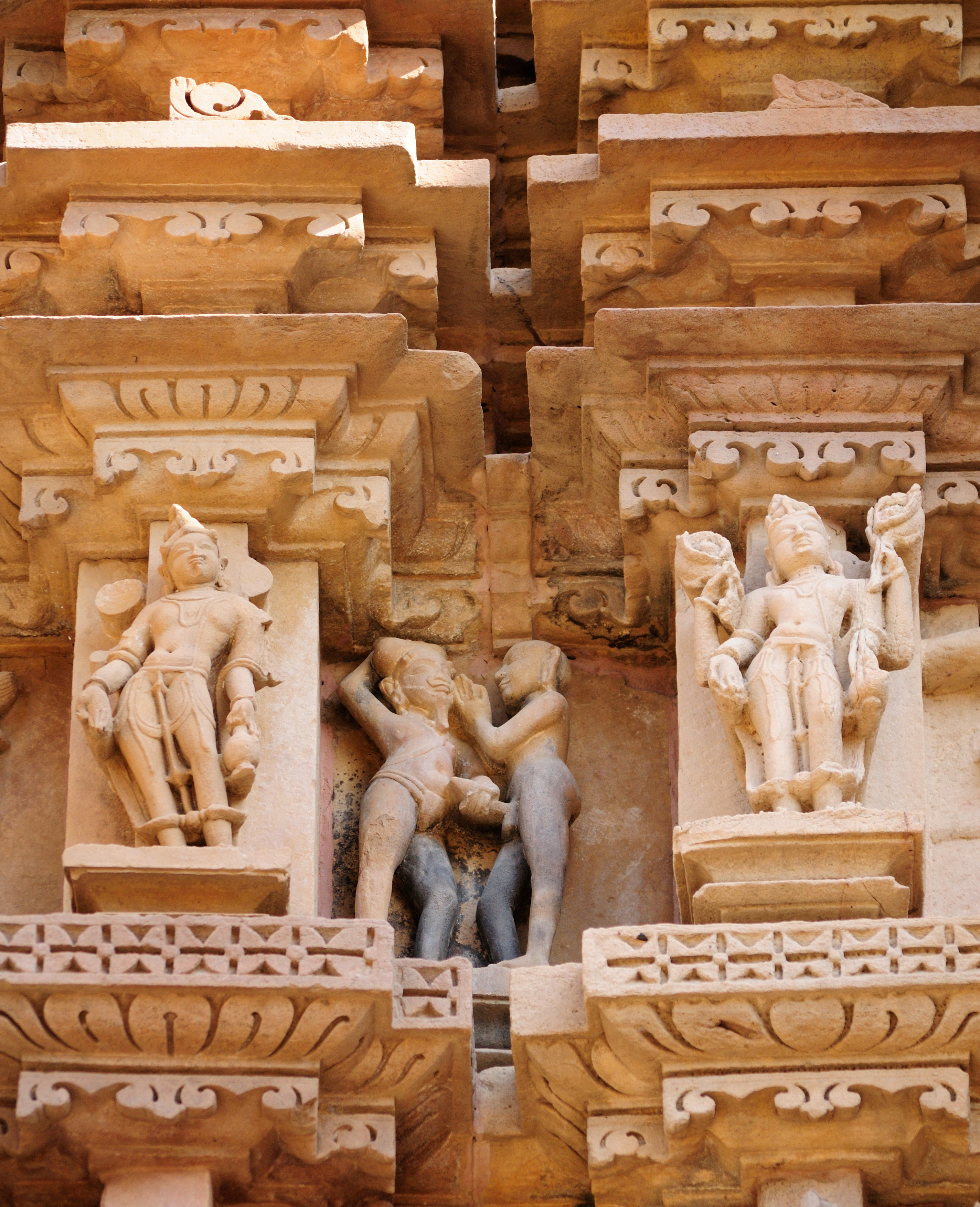
Homoerotische Szene

Der im frühen 11. Jahrhundert erbaute Devi-Jagadambi-Tempel im Tempelbezirk von Khajuraho im indischen Bundesstaat Madhya Pradesh ist der Göttin (devi) Jagadamba geweiht; ob dies der ursprünglichen Weihe entspricht, ist unklar.

## Architektur
Der Devi-Jagadambi-Tempel ist in verschiedene Bauteile gegliedert und steigt – wie bei klassischen indischen Tempeln üblich – zum mit einem Ringstein (amalaka) abschließenden Shikhara-Turm hin, der das eigentliche Sanctum überhöht, leicht an. Auf den teilweise restaurierten Dächern der vorderen Räumlichkeiten finden sich glückverheißende Vasen/Krüge (kalashas). Der Tempel ruht auf einer ca. 1,50 m hohen Plattform (jagati), die über eine (restaurierte) Treppe zu erreichen ist. Es folgen eine kleine Vorhalle (mukhamandapa) und die um eine Stufe erhöhte quadratische große Vorhalle (mahamandapa); beide Vorhallen verfügen über Balkone (jharokhas) mit steinernen Sitzbänken. Anschließend senkt sich das Bodenniveau wieder um eine Stufe ab, um im Übergang zum Vorraum (antarala) erneut um zwei Stufen anzusteigen. Der höchstgelegene Bauteil ist somit die dunkle Cella (garbhagriha).

## Skulptur
Während der vordere Bereich des Tempels zwar gegliedert, aber nicht mit Figuren oder anderen Ornamenten geschmückt ist, zeigt der hintere Teil einen in drei übereinanderliegenden Ebenen angeordneten reichen Figurenschmuck und auch die gesamte Ornamentik wird vielfältiger. Zum Figurenschmuck gehören zahlreiche Liebespaare (mithunas), bei denen die erotische Komponente insgesamt eher sparsam eingesetzt wurde. Die reiche Baugliederung führt zum Entstehen von zurückgestuften und nahezu versteckten Nischen, welche ebenfalls mit Figuren versehen sind. Im Innern setzt sich der Bauschmuck, jedoch – bis auf das reich geschmückte Portal der Cella – deutlich zurückhaltender, fort; beachtenswert sind die Deckenrosetten der verschiedenen Bauteile. Die Götterfigur in der Cella wurde irgendwann ersetzt.